# 桜 (川本真琴の曲)
「桜」（さくら）は、1998年4月1日に発売された川本真琴の4枚目のシングルである。

## 収録曲
（全作詞・作曲：川本真琴／編曲：石川鉄男）
1. 桜（5:05）
  - アルバム『gobbledygook』の11曲目に「桜（album mix）」収録。アルバム収録版に比べてやや音が控えめになっている。
2. ドーナッツのリング（5:59）
3. 桜（オリジナル・カラオケ）（5:05）

## 収録されたアルバム
- gobbledygook (#1、album mix)
- The Complete Singles Collection 1996〜2001 (#1,2,3)
- ten.cut.plus./clips 1996-2001(プロモーションビデオ+発売当時のCMや特典の映像)

## プロモーションビデオ(PV)

### 概要
紅白の縞模様のノースリーブロングワンピースを着た川本真琴本人が、ピアノが置かれた広大かつ明るい室内で、直立しながら,ピアノを弾きながら桜を歌う。その中で時折、明るく幻想的な桜の雰囲気に包まれた、レストランにおける食事シーンが挿入される。食事シーンでは、本人は赤いジャケットを着て黙々と食事しており、背景の扉越しには、通過するトラックや散歩中の人々の姿が映っている。

### 食事シーンのロケ地
食事シーンのロケ地は、1998年当時に東京都渋谷区元代々木23-11パーク代々木上原1Fで営業していた、ウエストパークカフェ代々木上原店である。本人の体調が悪いにもかかわらず、朝から撮影を行って大量のメニューを食すことになり辛かったという。2016年現在のウエストパークカフェ代々木上原店は、東京駅前やその他区域への店舗拡大に伴い既に休業済みである。外観はPV撮影当時の姿を保っているものの、屋内は物置部屋のような状態になっており、PV撮影当時の面影は無い。当該店舗の営業再開の目処も立っていない。この店舗が存在する地区は、PV撮影当時から閑静な住宅街である。

#### PV撮影当時のウエストパークカフェ
2002年にAntinos Records(後年、Epic Recordsより再発)から発売された映像集DVDであるten.cut.plus./clips 1996-2001によると、PV撮影当時のウエストパークカフェの住所,営業時間,メニューの例は下記のとおりである。このメニューの例には、実際にPVの食事シーンに登場したメニューの一部も含まれる。

##### 住所
- 〒151-0062 東京都渋谷区元代々木23-11パーク代々木上原1F

##### 営業日
- 営業時間: 11:30〜15:00 (LUNCH), 17:00〜23:00 (DINNER)
- 定休日: なし

##### メニュー例
- B.L.T. with avocado 1,200円
- Chinese chicken salad 1/2 600円, full 1,100円
- Farfalle con melanzane 1,200円
- Caffe latte 600円
- Royal milk tea 600円
- Water 0円

## ハプニング
川本は1998年4月10日に放送した『ミュージックステーション』（テレビ朝日）で「桜」の弾き語り（ピアノ演奏）を披露したが、その途中で歌詞の一部を忘れるハプニングが発生した。川本はスキャットしながら演奏（即興演奏）を続けた後、「キスしよっか」というフレーズから元の歌詞に戻って歌唱した。なお、川本はスキャット中に「ドキドキしちゃう」と歌っているが、同曲にはそのフレーズが入っていない。
中川翔子は（2007年8月10日に投稿した）自身のブログで「Mステでピアノ弾きながら桜歌うの、生歌でますますのかわいさ増し、歌詞がとんでラララで歌う貴重な場面があった！」と語っている。